# Suzuki SX4
Suzuki SX4 er en personbilsmodel fra den japanske bilfabrikant Suzuki. Bilen er efterfølger for både den lille mellemklassebil Suzuki Liana og kompakt-SUVen Suzuki Ignis.
Disse to retninger spejler sig også i SX4, som findes i tre forskellige versioner. Udover den normale femdørs hatchback og firedørs sedan findes der også en på hatchbacken baseret SUV.
SX4 bygges sammen med søstermodellen Fiat Sedici i Esztergom i Ungarn og er en blanding mellem en personbil og en SUV. Dermed kan bilen som ekstraudstyr fås med tilkobleligt firehjulstræk (i-AWD).
Premieren fandt sted på det 76. Geneve Motor Show, og SX4 kom på markedet i juni 2006.
Bilen findes med benzinmotorer på 1,5 og 1,6 liter og commonrail-dieselmotorer på 1,6, 1,9 og 2,0 liter. CO2-udslippet ligger mellem 141 og 185 g/km. Dieselmotorerne har partikelfilter som standardudstyr og opfylder ligesom benzinmotorerne Euro4-normen.
På det 77. Geneve Motor Show introduceredes sedanudgaven af SX4, som kom på det europæiske marked i oktober 2007. I Kina blev denne karrosserivariant allerede introduceret samtidig med hatchbacken. Commonrail-dieselmotorerne kommer fra Fiat (undtagen 1,6 DDiS som kommer fra PSA Peugeot Citroën), mens benzinmotorerne kommer fra Suzuki selv.
I USA er benzinmotoren på 2,0 liter og yder 110 kW (150 hk).
- SX4 bagfra
- Suzuki SX4 Streetline
- Suzuki SX4 sedan (2007-2009)
- Kabine

## Facelift
Få måneder før den identiske Fiat Sedici blev også SX4 let modificeret i sensommeren 2009. I rammerne af dette facelift blev frontpartiet modificeret og fik en ny kofanger med en tværlamel mindre, samt en let ændret kølergrill og mindre tågeforlygter.
Ligesom før faceliftet findes modellen med 1,6-liters benzinmotoren, som nu yder 88 kW (120 hk) mod før 79 kW (107 hk). Den hidtidige 1,9-liters dieselmotor med 88 kW (120 hk) blev afløst af en ny 2,0-liters dieselmotor med 99 kW (135 hk). Derudover opfylder alle versioner nu Euro5-normen. Den faceliftede SX4 blev præsenteret på Frankfurt Motor Show 2009.
SX4 er i alle udstyrsvarianter standardudstyret med en komplet pakke airbags bestående af fører- og passagerairbag, sideairbags, gardinairbags og sidekollisionsbeskyttelse.
Versionen med tilkobleligt firehjulstræk (i-AWD) har plasticdele, undervognsbeskyttelse, tagræling og øget frihøjde.
- Suzuki SX4 (2009−)
- Suzuki SX4 limited (2011)
- Bagfra

## Motorer
| Model         | Cylindre | Ventiler | Slagvolume cm³ | Max. effekt kW (hk) / omdr. | Max. drejningsmoment Nm / omdr. | 0-100 km/t sek. | Topfart km/t | Byggeår     |
| ------------- | -------- | -------- | -------------- | --------------------------- | ------------------------------- | --------------- | ------------ | ----------- |
| Benzinmotorer |          |          |                |                             |                                 |                 |              |             |
| 1.5           | 4        | 16       | 1490           | 82 (112)                    | 145 / 4400                      | 12,7            | 180          | 2009 −      |
| 1.6           | 4        | 16       | 1586           | 79 (107) / 5600             | 145 / 4000                      | 10,8            | 180          | 2006 − 2009 |
| 1.6           | 4        | 16       | 1586           | 88 (120) / 6000             | 156 / 4400                      | 10,7            | 185          | 2006 −      |
| Dieselmotorer |          |          |                |                             |                                 |                 |              |             |
| 1.6 DDiS      | 4        | 16       | 1560           | 66 (90) / 4000              | 215 / 1750                      | 13,5            | 170          | 2007 − 2008 |
| 1.9 DDiS      | 4        | 8        | 1910           | 88 (120) / 4000             | 280 / 2000                      | 10,8            | 190          | 2006 − 2009 |
| 2.0 DDiS      | 4        | 16       | 1956           | 99 (135) / 4000             | 320 / 1550                      | 10,5            | 190          | 2009 −      |